# 50 years of activity Album 「1/2世紀〜Self Selection〜」
『50 years of activity Album 「1/2世紀〜Self Selection〜」』（フィフティ・イヤーズ・オブ・アクティビティ・アルバム・はんせいき・セルフ・セレクション）は松崎しげるのベスト・アルバム。2022年9月7日にソニー・ミュージックダイレクトから発売された。

## 解説
1970年10月にメジャー・デビュー後、活動50周年を超えた松崎しげるによるオールタイム・ベスト。ソニー・ミュージックダイレクト移籍第一弾。
松崎しげるは本作の発売によって、1994年以来、実に28年ぶりにソニー・ミュージックの社内レーベルにカムバックすることになった。本作は、その当時の楽曲も数含まれている。
本作は、高音質のBlu-spec CD2規格で全曲収録されている。

## 制作
本作は、代表曲「愛のメモリー」に始まる耳馴染みのある楽曲を中心に、松崎自ら選曲。14曲が収録された。「愛のメモリー」は、英語詞によるJAZZバージョンの新録音と、2000バージョンと副題が付けられているコンサート披露時のバージョンからなる2つが本作の最初と最後に配置されている。他には盟友である西田敏行とデュエット、松崎自身の作曲による新曲「夢に隠れましょ」が収められた。

## リリース形態
本作は特典CD付初回限定盤と通常盤の2形態で発売。初回限定盤は「グッド・バイ・マイ・ラブ」「地平を駈ける獅子を見た（40thバージョン）」など通常盤には未収録の5曲が、高音質Blu-spec CD2規格にて収録されたボーナスCDが同梱されている。

## 収録曲

### Disc 1 初回限定盤・通常盤
1. 愛のメモリー（2022 JAZZバージョン）　4:57　[3]
  - 作詞：たかたかし　英詞：Jim Steele　作曲：馬飼野康二　編曲：鈴木豪
  - 新録音
  - 初出：1977年8月（オリジナル）
2. 夢に隠れましょ　4:22　[3]
  - 作詞：吉田象　作曲：松崎しげる　編曲：鈴木豪
  - 新曲
  - 西田敏行とのデュエット楽曲
3. ルパン三世のテーマ　4:30　[3]
  - 作詞：千家和也　作曲：大野雄二　編曲：鈴木豪
  - 初出：2003年2月
4. I GAVE YOU MY LOVE　3:44　[3]
  - 作詞：山上路夫　作曲：都倉俊一
  - 編曲：松崎しげる + PInetree-Family-Band
  - 初出：1980年8月
5. For Your Love　5:44　[3]
  - 作詞・作曲：笹本安詞　編曲：鈴木豪
  - 初出：2000年8月
6. あの輝きを忘れない　4:16　[3]
  - 作詞：横山武　作曲・編曲：UNI
  - 初出：1994年2月
  - 日本テレビ「ナンウン世界征服宣言」エンディング・テーマ曲[6]
7. 黄色い麦わら帽子　3:35　[3]
  - 作詞：ちあき哲也　作曲：中村泰士　編曲：徳広雪子
  - 初出：1972年10月
8. ワンダフル・モーメント　4:07　[3]
  - 作詞：三浦徳子　作曲：佐瀬寿一　編曲：光畑宏之
  - 初出：1979年9月
9. 愛のボラーレ（日本語Ver.）　3:35　[3]　　
  - 作詞：Domenico Modugno,F.Migliacci　作曲：Domenico Modugno
  - 日本語詞：吉田象
  - 歌：松崎しげる with チコ&ザ・ジプシーズ
  - 初出：2013年2月
10. オヤコのマーチ　3:37　[3]
  - 作詞：Elvis Woodstock　作曲：crazyken　編曲：crazyken・小野瀬雅生
  - 初出：2008年10月
11. たいせつなもの　5:32　[3]
  - 作詞：吉田象　作曲・編曲：鈴木豪
  - 初出：2018年9月
12. 題名のない愛の唄〜Shetland Air〜　4:49　[3]
  - 作詩：さだまさし　作曲：traditional　編曲：服部隆之
  - 初出：2011年5月
13. 私の歌　4:32　[3]
  - 作詞：喜多條忠　作曲：都倉俊一　編曲：鈴木豪
  - 初出：1976年7月
14. 愛のメモリー（2000バージョン）　4:46　[3]
  - 作詞：たかたかし　作曲：馬飼野康二
  - 編曲：松崎しげる + PInetree-Family-Band
  - 初出：1977年8月（オリジナル）

### Disc 2 初回限定盤同梱ボーナスCD
1. サンサーラ　4:08 [3]
  - 初出：2022年3月
2. 地平を駈ける獅子を見た（40thバージョン）　3:46 [3]
  - 初出：2018年10月
3. からくりピエロ　6:14 [3]
  - 初出：2016年9月
4. グッド・バイ・マイ・ラブ　4:29 [3]
  - 初出：1993年12月
5. スタートライン〜新しい風　5:22 [3]
  - 初出：2009年5月